# Amt Tessin
Im Amt Tessin sind acht Gemeinden und die Stadt Tessin (Amtssitz) zur Erledigung ihrer Verwaltungsgeschäfte zusammengeschlossen. Das Amt liegt im Nordosten des Landkreises Rostock in Mecklenburg-Vorpommern (Deutschland).
Am 1. Januar 2005 wurde die vormals amtsfreie Stadt Tessin in das Amt Tessin-Land eingegliedert und der Amtsname in Amt Tessin geändert.
Das Amtsgebiet liegt beidseitig des oberen Recknitztales südöstlich von Rostock. Es grenzt im Norden an den Landkreis Vorpommern-Rügen.

## Die Gemeinden mit ihren Ortsteilen
- Cammin mit Eickhof, Prangendorf, Weitendorf und Wohrenstorf
- Gnewitz mit Barkvieren
- Grammow mit Alt Stassow, Neuhof, Neu Stassow und Recknitzberg
- Nustrow
- Selpin mit Drüsewitz, Reddershof, Vogelsang, Wesselstorf und Woltow
- Stubbendorf mit Ehmkendorf
- Stadt Tessin mit Helmstorf, Klein Tessin, Neu Gramstorf und Vilz
- Thelkow mit Kowalz, Liepen, Sophienhof und Starkow
- Zarnewanz mit Stormstorf